# Zona d'Especial Conservació
Una Zona d'Especial Conservació (ZEC) és una àrea natural designada amb l'objectiu de conservar hàbitats i espècies d'interès comunitari, amb la finalitat de mantenir la biodiversitat i garantir la protecció del medi ambient. Aquestes zones formen part de la xarxa europea Natura 2000 i estan regulades per la Directiva 92/43/CEE, d'Hàbitats, establerta per la Unió Europea.

## Objectiu de les ZEC
Les ZEC són espais naturals especialment valuosos per la biodiversitat europea. El seu principal objectiu és assegurar la conservació de les espècies i els hàbitats d'interès comunitari, tal com es defineix en la Directiva d'Hàbitats (92/43/CEE), i garantir la seva protecció a llarg termini. Els estats membres de la Unió Europea tenen l'obligació de designar aquestes zones i aplicar-hi mesures de conservació per evitar la degradació dels valors naturals que les caracteritzen.

## Designació i criteris
La designació d'una ZEC es realitza sobre la base de la identificació de Lloc d'importància comunitària (LIC), que han estat seleccionats per la seva rellevància ecològica. Els espais que ja han estat catalogats com a LIC passen automàticament a formar part de la xarxa Natura 2000 com a ZEC. Aquests llocs són seleccionats tenint en compte una sèrie de criteris específics, com ara la presència d'espècies protegides o hàbitats d'especial interès.

## Instrument de gestió
Un cop designada una ZEC, es desenvolupa un instrument de gestió que determina l'estat de conservació dels hàbitats i les espècies presents a la zona. Aquest document defineix les accions i les mesures necessàries per garantir la conservació de la biodiversitat i l'adequat manteniment dels valors ecològics. Aquestes mesures poden incloure restriccions d'activitats humans o l'establiment de programes específics de conservació.
Aquesta gestió es basa en un diagnòstic detallat de l'estat de conservació dels hàbitats i les espècies d'interès comunitari presents a la zona, i proposa actuacions per mantenir o millorar el seu estat de conservació. L'instrument també inclou informació específica per a cada hàbitat i espècie, així com per a cada espai en particular.

## Tipus d'espais a la xarxa Natura 2000
Natura 2000 inclou dues categories d'espais naturals: els Llocs d'Importància Comunitària (LIC) i les Zones d'Especial Protecció per a les Aus (ZEPA). Les ZEC són una subcategoria de LIC i es concentren en la protecció de valors naturals específics. A més de les ZEC, en alguns casos els espais poden ser també declarats ZEPA si contenen hàbitats importants per a la conservació d'espècies d'aus.

## Exemples de ZEC a Catalunya
A Catalunya, diverses àrees s'han designat com a ZEC, contribuint a la conservació de la diversitat natural de la regió. Alguns exemples notables inclouen:
- ZEC de les Illes Medes
- ZEC del Delta de l'Ebre
- ZEC del Montseny

## Exemples de ZEC a les Illes Balears
Les Illes Balears també compten amb una àmplia xarxa de ZEC per protegir la seva biodiversitat única. Alguns exemples destacats de ZEC a les Balears són:
- ZEC de Cabrera: Inclou l'arxipèlag de Cabrera, que és una de les zones més importants per a la conservació de la fauna marina, incloent-hi diverses espècies de cetacis i hàbitats marins protegits.
- ZEC de la Serra de Tramuntana: Aquesta ZEC abasta les muntanyes de la Serra de Tramuntana a Mallorca, una zona amb una gran biodiversitat d'espècies terrestres i una gran varietat d'hàbitats de muntanya.
- ZEC de les Illes Llevant: A Mallorca, inclou una àrea protegida de vegetació i fauna costanera i marina, com les praderies de posidònia.
- ZEC de ses Salines: Aquest espai inclou zones de salines, aigües costaneres i hàbitats de dunes a l'illa d'Eivissa, de gran importància per a la conservació d'aus migratòries.

Hi ha un total de 41 espais marins protegits de competència autonòmica dins de la Xarxa Natura 2000 que sumen un total de 105.779,32 ha. D'altra banda, hi ha 11 espais marins protegits de competència estatal que cobreixen 1.173.304,24 ha. En total, la Xarxa Natura 2000 suma 1.279.083,56 ha de superfície marina a les Balears. La superfície sota competència estatal és 11 vegades més gran que l'autonòmica.
Els plans de gestió aprovats per a zones de competència estatal cobreixen únicament un 0,05 % de tota la superfície marina protegida, mentre que els plans de gestió de zones de competència autonòmica cobreixen el 51,7 % de la superfície protegida.

### Llei i regulacions
Els espais naturals de la Xarxa Natura 2000 estan regulats per diverses lleis, incloent-hi:
- Llei 42/2007, de 13 de desembre, del Patrimoni Natural i de la Biodiversitat, que constitueix el marc bàsic de la Xarxa Natura 2000 a Espanya.
- Llei 5/2005, de 26 de maig, per a la conservació dels espais de rellevància ambiental (LECO).

### Cavalcaments entre zones
Moltes zones de la Xarxa Natura 2000 són alhora Llocs d'Importància Comunitària (LIC)/ZEC i Zones d'Especial Protecció per a Aus (ZEPA). Això genera cavalcaments entre zones de competència autonòmica i estatal, així com entre zones estatals. Per evitar duplicacions, es van delimitar les àrees cavalcades i es va restar la superfície de les àrees que es repetien. D'aquesta manera, es va calcular una única superfície per a cada àrea, evitant la duplicació causada pels cavalcaments.

### Plans de gestió
Els plans de gestió aprovarats per a les zones LIC de l'any 2007 no van comportar la declaració d'aquestes zones com a ZEC. A més, la part que afectava les aigües exteriors es va anul·lar a causa de la manca de continuïtat ecològica, mentre que la normativa es va mantenir vigent per a les aigües interiors. Tot i això, aquests plans de gestió han permès declarar diverses zones d'ancoratge prohibit i altres zones d'ancoratge regulat, contribuint a millorar l'estat de conservació dels hàbitats marins.

## Espais marins de la Xarxa Natura 2000 a les Illes Balears
A continuació es mostren els espais marins protegits dins de la Xarxa Natura 2000 de competència autonòmica a les Illes Balears. La superfície total de les zones marines protegides de competència autonòmica és de 105.779,32 ha.
| Codi      | Nom                                        | Superfície (ha) | Pla de gestió (PG)             | Any d'aprovació |  |
| --------- | ------------------------------------------ | --------------- | ------------------------------ | --------------- |  |
| ES5310103 | Àrea marina del Cap de Cala Figuera        | 129,03          | Costa Sud de Mallorca          | En tramitació   |  |
| ES5310097 | Àrea marina de la Costa de Llevant         | 1.998,88        | Costa de Llevant de Mallorca   | 2023            |  |
| ES5310109 | Àrea marina de cala Saona                  | 450,98          | Formentera                     | 2020            |  |
| ES5310111 | Àrea marina de la platja de Migjorn        | 2.046,02        | Formentera                     | 2020            |  |
| ES5310110 | Àrea marina de la platja de Tramuntana     | 1.421,62        | Formentera                     | 2020            |  |
| ES5310106 | Àrea marina de ses Margalides              | 99,67           | Nord d'Eivissa                 | En tramitació   |  |
| ES5310107 | Àrea marina de Tagomago                    | 744,01          | Illots del Llevant d'Eivissa   | 2022            |  |
| ES5310035 | Àrea marina del Nord de Menorca            | 5.095,95        | Costa nord de Menorca          | En tramitació   |  |
| ES0000240 | Àrea marina del Sud de Ciutadella          | 2.239,12        | Costa sud de Menorca           | En tramitació   |  |
| ES5310073 | Àrea marina de Punta Prima-Illa de l'Aire  | 1.321,21        | Illa d l'Aire                  | 2022            |  |
| ES5310075 | Arenal de Son Saura                        | 345,75          | Costa sud de Menorca           | En tramitació   |  |
| ES0000083 | Arxipèlag de Cabrera                       | 19.221,09       | Arxipèlag de Cabrera           | 2015            |  |
| ES5310005 | Badies de Pollença i Alcúdia               | 30.750,43       | Badies nord de Mallorca        | En tramitació   |  |
| ES5310069 | Cala d'Algaiarens                          | 140,67          | Costa nord de Menorca          | En tramitació   |  |
| ES5310071 | Cala en Brut                               | 39,19           | Costa est de Menorca           | 2021            |  |
| ES5310094 | Cala Figuera                               | 66,80           | Serra de Tramuntana            | 2015            |  |
| ES5310072 | Caleta de Binillautí                       | 158,31          | Costa est de Menorca           | 2021            |  |
| ES5310025 | Cap de Barbaria                            | 1.771,22        | Formentera                     | 2020            |  |
| ES5310128 | Cap Enderrocat i Cap Blanc                 | 3.402,58        | Costa sud de Mallorca          | En tramitació   |  |
| ES5310068 | Cap Negre                                  | 554,07          | Costa sud de Menorca           | En tramitació   |  |
| ES5310104 | Costa de l'Oest d'Eivissa                  | 1.276,38        | Costa oest d'Eivissa           | 2022            |  |
| ES5310030 | Costa de Llevant                           | 1.838,67        | Costa de Llevant de Mallorca   | 2023            |  |
| ES0000233 | D'Addaia a s'Albufera                      | 1.010,39        | Costa est de Menorca           | 2021            |  |
| ES5310074 | De cala Llucalari a Cales Coves            | 1.065,42        | Costa sud de Menorca           | En tramitació   |  |
| ES5310105 | Es Amunts d'Eivissa                        | 156,31          | Nord d'Eivissa                 | En tramitació   |  |
| ES5310077 | Es Rajolí                                  | 110,83          | Serra de Tramuntana            | 2015            |  |
| ES0000078 | Es Vedrà-es Vedranell                      | 556,56          | Costa oest d'Eivissa           | 2022            |  |
| ES5310023 | Illots de Ponent d'Eivissa                 | 2.385,19        | Costa oest d'Eivissa           | 2022            |  |
| ES0000242 | Illots de Santa Eulària, Rodona i es Canar | 63,22           | Illots del llevant d'Eivissa   | 2022            |  |
| ES5310024 | La Mola                                    | 1.104,44        | Formentera                     | 2020            |  |
| ES0000227 | Muntanyes d'Artà                           | 5.627,63        | Muntanyes d'Artà               | En tramitació   |  |
| ES5310112 | Nord de Sant Joan                          | 483,35          | Nord d'Eivissa                 | En tramitació   |  |
| ES5310081 | Port des Canonge                           | 165,00          | Serra de Tramuntana            | 2015            |  |
| ES5310099 | Portocolom                                 | 75,95           | Costa de Llevant de Mallorca   | 2023            |  |
| ES5310096 | Punta de n'Amer                            | 327,07          | Costa de Llevant de Mallorca   | 2023            |  |
| ES5310070 | Punta Redona-Arenal d'en Castell           | 970,76          | Costa est de Menorca           | 2021            |  |
| ES0000234 | S'Albufera des Grau                        | 672,13          | Costa est de Menorca           | 2021            |  |
| ES5310082 | S'Estaca-Punta de Deià                     | 782,76          | Serra de Tramuntana            | 2015            |  |
| ES0000221 | Sa Dragonera                               | 996,70          | Dragonera                      | En tramitació   |  |
| ES0000084 | Ses Salines d'Eivissa i Formentera         | 13.619,49       | Salines d'Eivissa i Formentera | 2015            |  |
| ES0000082 | Tagomago                                   | 494,48          | Illots del llevant d'Eivissa   | 2022            |  |

## L'impacte de les ZEC
Les ZEC tenen un impacte directe en la preservació dels ecosistemes naturals i en la protecció de la biodiversitat europea. Mitjançant les accions de conservació i el control d'activitats humanes dins d'aquestes zones, es contribueix a la preservació d'espècies amenaçades i hàbitats únics, que altrament podrien veure's greument afectats per la pressió humana o els canvis mediambientals.